# Gustav Flatow
Gustav Flatow (ur. 7 stycznia 1875 w Kościerzynie, zm. 29 stycznia 1945 w Terezinie) – niemiecki gimnastyk, dwukrotny olimpijczyk.
Wystąpił na Letnich Igrzyskach Olimpijskich w 1896 roku. Zdobył dwa złote medale: w kategorii ćwiczenie na drążku drużynowo oraz w ćwiczeniach na poręczach drużynowo. Cztery lata później brał udział w igrzyskach w Paryżu.
Zginął w niemieckim obozie koncentracyjnym Theresienstadt w Terezinie. w tym samym obozie zmarł jego kuzyn Alfred Flatow.